# Regan Poole
Regan Leslie Poole (Cardiff, Gales, 18 de junio de 1998) es un futbolista galés. Juega como defensa y su equipo es el Portsmouth F. C. de la EFL Championship de Inglaterra.

## Trayectoria
Poole fue miembro de la academia del Cardiff City, luego se unió a la academia del Newport County como promesa en junio de 2014. En septiembre del mismo año fue probado por el Manchester United antes de que él hiciera su debut con el equipo absoluto del Newport County.
Hizo su debut en el Newport County a la edad de 16 años y 94 días el 20 de septiembre de 2014 siendo titular frente al Shrewsbury Town de la Football League Two, el encuentro terminó en un empate 0-0. Poole se convirtió en el jugador más joven en debutar con el Newport County a la edad de 16 años y 94 días, superando el récord establecido por Steve Aizlewood en 1969. Él conservó su lugar como titular en el partido de octavos de final contra el Swindon Town el 23 de septiembre de 2014 en la Football League Trophy. Swindon ganó el juego 2-1. En febrero de 2015, Poole fue preseleccionado para los Football League Apprentice of the Year. El 18 de mayo de 2015, Poole tuvo una semana de priebas con el Liverpool.
El 1 de septiembre de 2015, el Newport County confirmó que Poole había firmado un contrato con el Manchester United de la Premier League. Se supone que Poole estará en el plantel de la Academia y 'posiblemente se requiera para el equipo sub-21 y para la Liga Juvenil de la UEFA.

## Selección nacional

### Juvenil
En octubre de 2014 fue llamado por Gales sub-17 para los partidos contra Rusia, Bielorrusia y Montenegro. Él estuvo en el banquillo en los dos primeros juegos, pero hizo su debut en el tercer encuentro ante Montenegro en Minsk.

### Absoluta
El 11 de octubre de 2023 hizo su debut con la selección absoluta en un amistoso ante Gibraltar que ganaron por cuatro a cero.

## Estadísticas

### Clubes
Actualizado de acuerdo al último partido jugado el 10 de enero de 2018.
| Club | Div.          | Temporada     | Liga nacional(1) | Liga nacional(1) | Liga nacional(1) | Copas nacionales(2) | Copas nacionales(2) | Copas nacionales(2) | Torneos internacionales | Torneos internacionales | Torneos internacionales | Total | Total | Total  | Media goleadora |
| Club | Div.          | Temporada     | Part.            | Goles            | Asist.           | Part.               | Goles               | Asist.              | Part.                   | Goles                   | Asist.                  | Part. | Goles | Asist. | Media goleadora |
| --- | ------------- | ------------- | ---------------- | ---------------- | ---------------- | ------------------- | ------------------- | ------------------- | ----------------------- | ----------------------- | ----------------------- | ----- | ----- | ------ | --------------- |
| Newport County Gales | 4.ª           | 2014-15       | 11               | 0                | 0                | 1                   | 0                   | 0                   | —                       | —                       | —                       | 12    | 0     | 0      | 0,0             |
| Newport County Gales | 4.ª           | 2015-16       | 4                | 0                | 0                | 1                   | 0                   | 0                   | —                       | —                       | —                       | 5     | 0     | 0      | 0,0             |
| Newport County Gales | 4.ª           | 2019          | 0                | 0                | 0                | 0                   | 0                   | 0                   | 0                       | 0                       | 0                       | 0     | 0     | 0      | 0,0             |
| Newport County Gales | Total club    | Total club    | 15               | 0                | 0                | 2                   | 0                   | 0                   | —                       | —                       | —                       | 17    | 0     | 0      | 0,0             |
| Manchester United Inglaterra | 1.ª           |               |                  |                  |                  |                     |                     |                     |                         |                         |                         |       |       |        |                 |
| Manchester United Inglaterra | 1.ª           | 2015-16       | 0                | 0                | 0                | 0                   | 0                   | 0                   | 1                       | 0                       | 0                       | 1     | 0     | 0      | 0,0             |
| Manchester United Inglaterra | 1.ª           | 2016-17       | 0                | 0                | 0                | 0                   | 0                   | 0                   | 0                       | 0                       | 0                       | 0     | 0     | 0      | 0,0             |
| Manchester United Inglaterra | 1.ª           | 2017-18       | 0                | 0                | 0                | 0                   | 0                   | 0                   | 0                       | 0                       | 0                       | 0     | 0     | 0      | 0,0             |
| Manchester United Inglaterra | 1.ª           | 2018-19       | 0                | 0                | 0                | 0                   | 0                   | 0                   | 0                       | 0                       | 0                       | 0     | 0     | 0      | 0,0             |
| Manchester United Inglaterra | Total club    | Total club    | 0                | 0                | 0                | 0                   | 0                   | 0                   | 1                       | 0                       | 0                       | 1     | 0     | 0      | 0,0             |
| Northampton Town Inglaterra (Cesión) | 3.ª           | 2017-18       | 18               | 0                | 0                | 2                   | 0                   | 0                   | 0                       | 0                       | 0                       | 20    | 0     | 0      | 0,0             |
| Northampton Town Inglaterra (Cesión) | Total club    | Total club    | 18               | 0                | 0                | 2                   | 0                   | 0                   | 0                       | 0                       | 0                       | 20    | 0     | 0      | 0,0             |
| Total carrera | Total carrera | Total carrera | 33               | 0                | 0                | 4                   | 0                   | 0                   | 1                       | 0                       | 0                       | 38    | 0     | 0      | 0,0             |
| (1)Incluidos los datos de la Premier League (2016-17, Act.), la EFL League One (2017-18) y la EFL League Two (2019) (2)Incluidos los datos de la FA Cup (2017-18, Act.), la EFL Cup y la Football League Trophy |               |               |                  |                  |                  |                     |                     |                     |                         |                         |                         |       |       |        |                 |

### Internacional
Actualizado al último partido jugado el 16 de septiembre de 2015.
| Gales sub-17        |                     |   |   |     |      |
| 2014-               | 6                   | 0 | 0 | 0,0 |      |
| Total en su carrera | Total en su carrera | 6 | 0 | 0   | 0,00 |